# Ворончин
Воро́нчин — село в Україні, у Луцькому районі Волинської області. Входить до складу Доросинівської сільської громади. Населення становить 561 особу.

## Географія
Село розташоване на правому березі річки Стохід.

## Історія
У 1906 році село Киселинської волості Володимир-Волинського повіту Волинської губернії. Відстань від повітового міста 44 верст, від волості 7. Дворів 87, мешканців 705.
До 2019 року — адміністративний центр Ворончинської сільської ради Рожищенського району Волинської області.

## Населення
Згідно з переписом УРСР 1989 року чисельність наявного населення села становила 610 осіб, з яких 290 чоловіків та 320 жінок.
За переписом населення України 2001 року в селі мешкала 561 особа.

### Мова
Розподіл населення за рідною мовою за даними перепису 2001 року:
| Мова       | Відсоток |
| ---------- | -------- |
| українська | 99,47 %  |
| російська  | 0,53 %   |